# Référendum de 2017 sur l'autonomie de la Vénétie
Le référendum de 2017 sur l'autonomie de la Vénétie a lieu le 22 octobre 2017 dans la région de Vénétie, en Italie.
Le référendum n'est pas contraignant, mais pourrait servir de base à de futures négociations entre le gouvernement italien et la Vénétie, car le gouvernement régional fera une demande au gouvernement central sur le transfert de davantage de compétences si le « oui » gagne. Selon Mario Bertolissi, professeur de droit et  conseiller le gouvernement régional, le référendum aura « pouvoir constituant ». Certains opposants ainsi que les autorités italiennes le considèrent sans valeur.

## Historique
La date du référendum est annoncée par le président de la Vénétie, Luca Zaia, en avril 2017,, après des décennies de débats et d'efforts de la part des partisans de l'indépendance de la Vénétie, qui accède à une certaine popularité dans les années 1980-1990. En 1992 et en 2000, la Cour constitutionnelle avait rejeté les propositions de référendums similaires présentées par le Conseil régional de la Vénétie,.
En 2014, Plebiscito.de l'ue, une organisation minoritaire au sein des partisans de l'indépendance, avait déjà organisé un référendum sur l'indépendance de la région, sur le net. Par la suite, la région a essayé d'organiser son propre vote, en votant une loi régionale sur l'organisation d'un référendum. Cependant, en juin 2015, la Cour constitutionnelle a jugé le référendum sur l'indépendance contraire à la Constitution, mais a autorisé l'une des cinq questions proposée aux électeurs,.
La Lombardie, qui est la région italienne la plus peuplée et voisine de la Vénétie à l'est, tiendra un référendum semblable le 22 octobre. Luca Zaia et Roberto Maroni (président de la Lombardie) sont tous les deux membres de la Ligue du Nord, un parti politique prônant l'autonomie de la Padanie.

## Résultats
| Choix                  | Votes     | %     |
| ---------------------- | --------- | ----- |
| Pour                   | 2 273 985 | 98,10 |
| Contre                 | 43 938    | 1,90  |
|                        |           |       |
| Votes valides          | 2 317 923 | 99,53 |
| Votes invalides        | 5 874     | 0,25  |
| Votes blancs           | 5 165     | 0,22  |
| Total                  | 2 328 949 | 100   |
| Abstention             | 1 739 611 | 42,76 |
| Inscrits/Participation | 4 068 560 | 57,24 |

## Réactions politiques
- Italie : Paolo Gentiloni se dit prêt à « discuter dans les limites des lois et de la Constitution » à une plus grande autonomie de la région[12].